# نارین (شهرستان آق‌سی)
نارین (به لاتین: Naryn) یک منطقهٔ مسکونی در قرقیزستان است که در استان جلال‌آباد واقع شده‌است. نارین ۱۱٬۳۰۶ نفر جمعیت دارد.